# Вора (футбольний клуб)
Футбольний клуб «Вора» (алб. Vora Futboll Klub) — албанський футбольний клуб з міста Вора. Клуб заснований у 1989 році, та грає домашні матчі на стадіоні «Вора» місткістю 4 тисячі глядачів. Клуб до сезону 2024—2025 років грав у першій албанській лізі, а в сезоні 2024—2025 років виграв другий албанський дивізіон, та здобув путівку до Албанської Суперліги.